# 八王子事件
八王子事件（はちおうじじけん）とは、1929年に東京府（当時）八王子市にて発生した医師会による医師の処分を巡る事件とその裁判のこと。

## 経緯
第一次世界大戦以後の日本では貧しい人々が医師に高額な治療費が払えないために適切な治療を受けられないことが問題視され、「医療の社会化」が唱えられるようになった。こうした中で非医師経営による実費もしくは軽費にて診察が受けられる診療所の設置が相次ぎ、この動きに参加する医師も現れるようになった（「実費診療所運動」、なお当時は医療機関の代表者を医師とする義務はなかった）。こうした状況を日本医師会は医療費の引き下げにつながるものとして激しく反発し、また実際に診療所では経費を抑制するために不適切な治療法を行ったり、反対に表向きとは違って実際には高価な診療費を徴収したりするなどの問題も発生していた。だが、金融恐慌、続く世界恐慌による不況の影響は医療にも及び、医師会に対して診療報酬の引き下げを求める動きが会員内からも起こるようになっていた。だが、医師会は価格競争による病院の共倒れを警戒してこれには応じようとせず、実費診療所・経費診療所に参加する医師への処分強化を打ち出した。
こうした中の1929年12月28日、八王子市南多摩郡医師会はこうした診療所の1つである八王子相互診療組合診療所に勤務する医師4名を戒告処分とした。この診療所は一定の組合費（1人あたり1円）を払った会員に対して診察・往診ともに無料、処方箋30銭、薬代1日分15銭などと格安な価格で診察を行い、かつ評判が良かったために、他の病院の客が奪われ、中には倒産の危機に陥るところもあったのである。そこで医師会の会員で同診療所に勤務する4名に診療所を辞めるか、医師会の定めた診療報酬に従うように求めて戒告処分を行ったのである。ところが4名がこれに従わなかったため、翌1930年7月30日に開かれた総会において4名に医師会令第22条・23条の懲戒規定に基づいて、4名にそれぞれ150円ずつの過怠金の支払を命じ、8月2日付で医師会から4名に処分の通知が行われたのである。ところが6日になって4名は処分に従うことを拒否することを医師会に通告、8日までとされていた過怠金の納付期限も無視した。これに対して医師会は4名を相手に民事訴訟を起こすことにしたのである。
1930年8月14日に訴状を受け取った八王子区裁判所は、9月5日に第1回弁論を開いた。原告である医師会は、被告は組合から俸給を受けて医務（診察治療）を行っているが、被告は俸給は組合との契約で支給されたものであり、医務に対する報酬は全額組合に払われているから自分達は患者から報酬は受けていないと主張していることを批判して、患者が診療契約関係を結んでいるのは医師である以上、患者が支払う報酬についても適切か否かの責任を負うのは医師であること、医師会の会員である被告が医師会の定めた報酬規定に従わない組合と雇用契約を結んで医務を行うのは会則違反であることなどを主張した。これに対して被告は、自分達は非営利団体である組合と雇傭契約を結んで社会事業の一環として組合員に医務を提供しており、患者と直接診療契約を結んでいる訳ではないこと、そもそも報酬規定は医師と患者との間の自由契約を妨げているだけではなく、中産・無産階層の公衆衛生に対する配慮に欠けた反社会的なものであることを主張した。
9月26日に第2回弁論が行われ、医師会副会長と組合長が証言し、組合長はあくまでも組合の規定に従って組合費を納めた組合員に対して実費にて医療を提供していることを強調して、問題はないとの見解を示した。
ここで区裁判長は和解を勧告、10月10日・24日に双方の代表が裁判所内で協議を行った。双方は過怠金支払では合意したものの、その条件として原告である医師会は組合の報酬規定を、反対に被告である医師たちは医師会の報酬規定をそれぞれ廃止することを和解条件としたために話がかみ合わずに決裂した。そこで裁判長は医師会は過怠金を免除する代わりに組合は解散すること、旧組合が医師会の報酬規定に基づいた新組合を結成することを認め、それまでの移行期間は従来の組合の報酬規定を医師会は黙認することを提案した。ところが、医師会・組合ともそれぞれの会議で反対多数を占めて提案を拒否、11月11日の協議にて完全に決裂した。
そのため、11月26日に1審判決が出され、原告医師会の全面敗訴の判決が下された。判決は医師が公私の診療所と雇傭契約を結んで医務を行う場合、患者から医務の対価として診療報酬を受ける場合には医師会の規定に従う必要があるが、医師は医務の提供はしているもののその内容に基づいた対価の算定を行っていないこと、組合からの俸給は実際に行った医務の内容に対応していないこと、医師と患者は直接の契約関係になく組合との雇傭契約に基づいた請負契約によって患者に対する医務を行っているにすぎないことなどを挙げて組合の医師が医師会に属していても必ずしもその報酬規定に従わなくても良い事例であるとした。
これに対して医師会は翌1931年1月16日に東京地方裁判所に控訴、上部組織にあたる日本医師会もこれを支援する姿勢を取った。日本医師会は同会及び地方の各医師会は医師会令によって強制的な加入が義務付けられ、代わりに内部における処罰を含めた自治規定を定めているにもかかわらず、医師会が定めた報酬規定や処罰が事実上無効（被告は非医師である組合に雇傭されているだけで経営の決定権がないという理由に規定の拘束を受けず、雇傭している組合も非医師であることを理由に医師の団体である医師会による決定の拘束を受けない）とされたことに危機感を抱いた。この判例が確定すれば、日本医師会や医師会の命令に従わない医師たちの行動の自由を認める抜け道となり、医師会制度が崩壊することが予見されたからである。ところが3月18日に始まった控訴審も12月20日には控訴が棄却された。
このため、医師会は直ちに大審院に上告した。翌1932年9月28日、大審院第四民事部は控訴審判決破棄の判決を下した。判決の中で医師法第8条に医師会の決定は重大な法令・会則違反・公益侵害があることを理由に地方長官が処分取消を決定することが明示されており、医師会の決定に問題があるとして訴えるとしてもそれは行政機関に提訴すべき案件であって本件は司法裁判に馴染まないとした。その上で一審・控訴審はともに地方長官が行うべき処分取消を認める判決を下すことは司法の役割を逸脱するものであるとする観点から判決を破棄した。これによって原告の医師会は表面上では門前払いを受けたものの、医師会による懲戒権の存在及び問題となった処分の有効性そのものは確認されたことになり、事実上の原告側逆転勝訴とされたのである。